# Muhlenbergia annua
Muhlenbergia annua är en gräsart som först beskrevs av George Vasey, och fick sitt nu gällande namn av Jason Richard Swallen. Muhlenbergia annua ingår i släktet muhlygräs, och familjen gräs. Inga underarter finns listade i Catalogue of Life.